# حياصة (سيدي قاسم حروش)
حياصة هو دُوَّار يقع بجماعة سيدي عزوز، إقليم سيدي قاسم، جهة الرباط سلا القنيطرة في المملكة المغربية. ينتمي الدوّار لمشيخة سيدي قاسم حروش التي تضم 8 دواوير. يقدر عدد سكانه بـ 371 نسمة حسب الإحصاء الرسمي للسكان والسكنى لسنة 2004.

## روابط خارجية
- البوابة الوطنية للجماعات الترابية نسخة محفوظة 12 مارس 2018 على موقع واي باك مشين.
- المندوبية السامية للتخطيط